# NGC 2446
NGC 2446 is een spiraalvormig sterrenstelsel in het sterrenbeeld Lynx. Het hemelobject werd op 10 februari 1831 ontdekt door de Britse astronoom John Herschel.

## Synoniemen
- UGC 4027
- MCG 9-13-58
- ZWG 262.30
- IRAS 07446+5444
- PGC 21860